# Coroa (moeda portuguesa)
Coroa foi a designação de várias moedas portuguesas.
Em 1835, no reinado de D. Maria II, coroa foi o nome dado às primeiras moedas de 1.000 réis, quando se introduziu o sistema decimal na organização monetária. Estas moedas tinham um peso de 8 oitavos, 18 grãos e 58 centésimos de grão, de modo que trinta e uma destas moedas pesassem exactamente quatro marcos.
No mesmo reinado surgiu a coroa de ouro moeda cunhada em ouro, com valor de 5.000 réis, valendo a meia-coroa de ouro 2.500 réis, ou seja, a metade. A coroa de prata, cunhada em prata no mesmo reinado, tinha um valor de 2.000 réis, valendo a meia-coroa de prata a metade desta, 1.000 réis.
D. Pedro V, por carta de 29 de Junho de 1854, mandou lavrar uma moeda de ouro de 916 2/3 por mil, com peso de 17.735 gramas, e valor de 10.000 réis, cunhando-se também em ouro a meia-coroa, com valor de 5.000 reis.